# Imran Qureshi
Imran Qureshi (* 1972 in Hyderabad, Pakistan) ist ein pakistanischer Maler und Installationskünstler. Er lebt in Lahore, wo er am National College of Art unterrichtet.

## Leben
Qureshi hat Miniaturmalerei am National College of Art in Lahore studiert. Dort war er 1992 erster Vorsitzender eines Puppenspieler-Clubs. In den 1990er Jahren wandte sich Qureshi vermehrt von Miniaturbildern weg hin zu großformatigen Gemälden und Installationen. Er bedient sich in seinen Werken hauptsächlich traditioneller Elemente der Moghul-Tradition, die er mit abstrakter Malerei kombiniert. Thematisch bezieht er sich jedoch auf Gewaltereignisse der Gegenwart.

## Werke
- Moderate Enlightenment (2009)[2]
- You Who Are My Love and My Life’s Enemy Too (2010)

## Ausstellungen
- Encounters: Imran Qureshi. Modern Art Oxford.
- Imran Qureshi. Pao Gallery, Hong Kong Art Center.
- Imran Qureshi. Corvi-Mora London.
- Imran Qureshi. Rohtas Gallery Islamabad.
- 18. April 2013 bis 4. August 2013: Imran Qureshi: Artist of the Year 2013. Deutsche Bank KunstHalle. Qureshis erste Einzelschau in Europa.[3]
- 25. September – 15. November 2013: Imran Qureshi: Artist of the Year 2013. Museo d’Arte Contemporanea di Roma (MACRO).

## Preise und Auszeichnungen
- 2011 erhielt Qureshi einen der Hauptpreise der Sharjah Biennale für seine Installation Blessings Upon the Land of My Love (Segenswünsche für das Land meiner Geliebten)
- 2013 Deutsche Bank Artist of the Year